# Turpial d'espatlles grogues
El turpial d'espatlles grogues (Icterus cayanensis) és un ocell de la família dels ictèrids (Icteridae).

## Hàbitat i distribució
Habita la selva, bosc obert, caatinga i camp obert de les terres baixes de Guyana, Surinam, Guaiana Francesa i nord del Brasil. Al sud-est, a al llarga de l'Amazones fins l'est del Perú i nord de Bolívia. Des de l'est de Colòmbia fins al sud de Veneçuela, les Guaianes, nord-oest del Brasil i nord-est del Perú.

## Taxonomia
Alguns autors consideren que es tracta de dues espècies:
- Icterus cayanensis (Sensu stricto) - turpial d'espatlles grogues.
- Icterus chrysocephalus (Linnaeus, 1766) - turpial dels moritxes.[3]